# تراکستن (آریزونا)
تراکستن (به انگلیسی: Truxton) یک منطقهٔ مسکونی در ایالات متحده آمریکا است که در شهرستان موهاوی، آریزونا واقع شده‌است. تراکستن ۹٫۹۰ کیلومتر مربع مساحت و ۱٬۳۸۰ نفر جمعیت دارد.